# 2036
|  | Denne artikel beskriver en fremtidig begivenhed Denne artikel eller sektion handler om planlagt eller forventet fremtidig begivenhed. Der kan forekomme spekulativ information, og indholdet kan ændres dramatisk når begivenheden nærmer sig og mere information bliver tilgængelig. |

| 2036               |
| ------------------ |
| Dødsfald - Fødsler |
|                    |

| Gregoriansk kalender | 2036 MMXXXVI            |
| Ab urbe condita      | 2789                    |
| Armensk kalender     | 1485 ԹՎ ՌՆՁԵ            |
| Kinesiske kalender   | 4732 – 4733 乙卯 – 丙辰 |
| Etiopisk kalender    | 2028 – 2029             |
| Jødisk kalender      | 5796 – 5797             |
| Hindukalendere       |                         |
| - Vikram Samvat      | 2091 – 2092             |
| - Shaka Samvat       | 1958 – 1959             |
| - Kali Yuga          | 5137 – 5138             |
| Iransk kalender      | 1414 – 1415             |
| Islamisk kalender    | 1458 – 1459             |

2036 (MMXXXVI) er det 509. skudår efter vor tidsregning. Året begynder på en torsdag. Påsken falder dette år den 13. april.
Se også 2036 (tal)

## Forudsigelser og planlagte hændelser
- April – en besked (Cosmic Call 2) sendt fra den 70-meter store radar i Jevpatorija, Ukraine mod stjernen Hip 4872 når dets destination.
- USAs kontrakt med Storbritannien til at bruge øen Diego Garcia som militærbase vil udløbe, hvis den blev forlænget i 2016.
- 13. april – astroiden 99942 Apophis (2004 MN4) flyver tæt på Jorden. Ifølge beregninger fra 2008 vil risikoen for at det 20 millioner tons tunge objekt rammer jorden påskesøndag være 1 ud af 45000.[1].
- 4. november – valg til USAs præsidentembede.
- Sommer-OL skal afholdes dette år.

## Årsdage
- 26. april – det er 50årsdagen for atomulykken i Tjernobyl, daværende Sovjetunionen.

## Personer
- Internetfænomenet John Titor der skrev på forskellige BBS i årene 2000 og 2001, var angiveligt en tidsrejsende fra 2036 der stoppede forbi år 2000 på hans vej tilbage til år 1975.

## Film
- Things to come (1936) af H.G. Wells (1866 – 1946) – foregår i år 2036. Mennesker lever i undergrundsbyer og bruger en kæmpe rumkanon skyder til at skyde det første rumfartøj af sted til Månen[2]

## Billeder
- H.G. Wells, 1943
- 99942 Apophis
- Diego Garcia, 1985